# Gerrhosauridae
Gerrhosauridae este o familie de șopârle native în Africa și Madagascar.

## Reproducere
Se crede că multe specii ar fi ovipare.

## Clasificare
Familia Gerrhosauridae
- Subfamilia Gerrhosaurinae
  - Genul Angolosaurus
  - Genul Cordylosaurus
  - Genul Gerrhosaurus
  - Genul Tetradactylus
- Subfamilia Zonosaurinae
  - Genul Tracheloptychus
  - Genul Zonosaurus